# Sven Birch

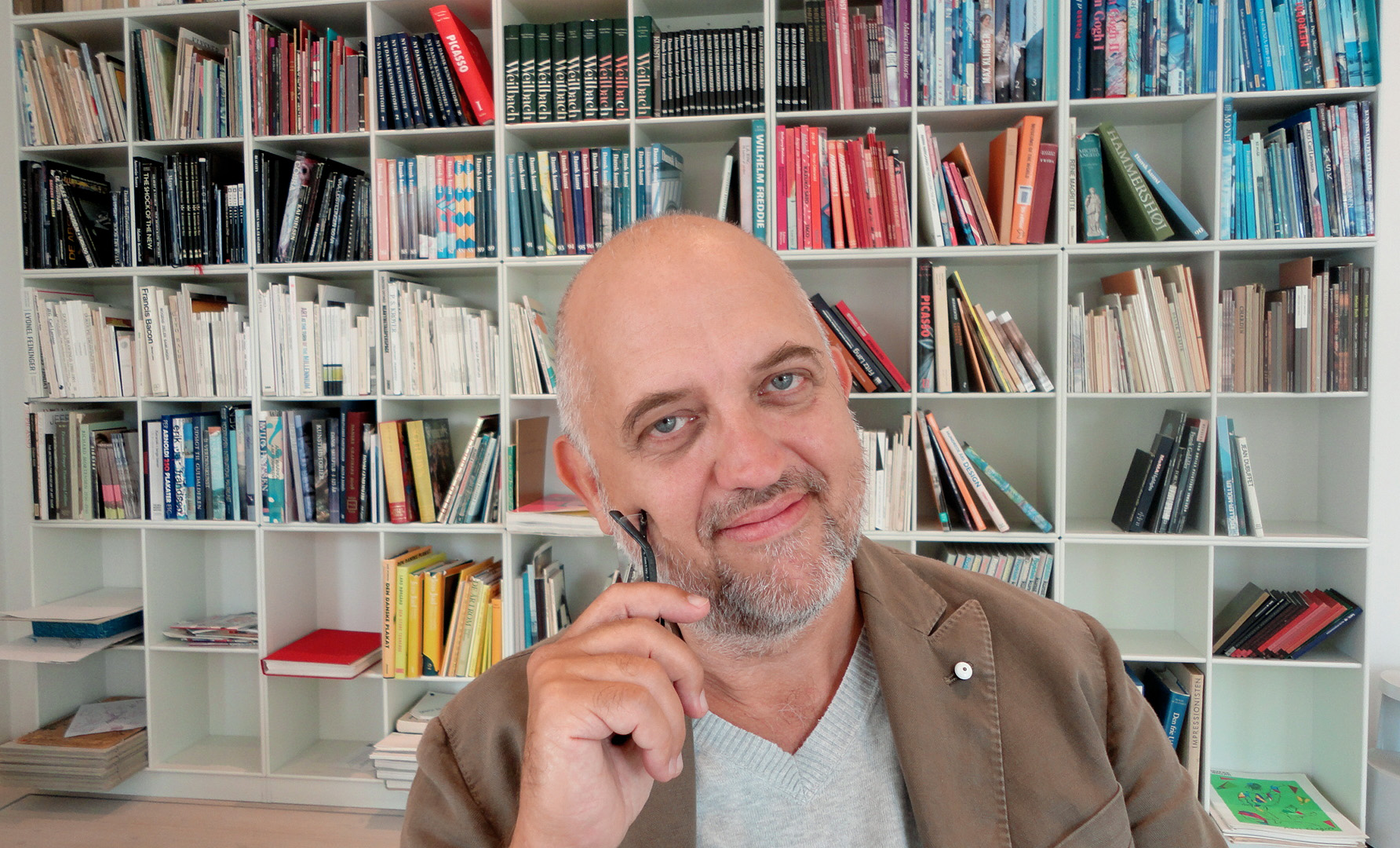
Sven Birch, 2012

Sven Birch (* 1960 in Dänemark) ist ein dänischer Pianist und Dirigent.

## Leben und Karriere
Er erhielt seine pianistische Ausbildung in Aarhus bei Aino Gliemann, wo er seine Studien mit dem Solistendiplom (Konzertexamen) abschloss. Viele Stipendien machten ein weiteres Studium in Wien bei Alexander Jenner möglich. Er belegte Meisterkurse bei namhaften Pianisten wie Tatjana Nikolajewa, Conrad Hansen, John Lill, Leonid Brumberg und Peter Feuchtwanger.
Birch ist ein gefragter Musiker mit einem großen Repertoire von Bach bis zur zeitgenössischen Musik. Er ist als Solist, Kammermusiker, Begleiter und Dirigent tätig. Konzertreisen führten ihn durch Europa und nach Brasilien, Japan und in die USA.
Sven Birch unterrichtet seit 1992 Klavier an der Bruckneruniversität Linz und ist Institutsdirektor am Institut für Tasteninstrumente. Außerdem unterrichtete er 1990–92 an der königlichen Hochschule für Musik Kopenhagen und von 1999 bis 2004 am Mozarteum Salzburg. Birch ist Mitglied von 'George Crumb-Trio' Linz und von 'Ensemble Nord' Kopenhagen.
Außerdem ist er Komponist und Herausgeber einer Reihe pädagogischer Klaviermusik bei 'Universal Edition' Wien und dem Verlag Zimmermann Frankfurt am Main. Einen wichtigen Platz nimmt die Beschäftigung mit Jazz und Improvisation sowie zeitgenössische Musik ein. Birch hat eine große Zahl von Solo, Kammermusik, und Orchesterwerken zur Uraufführung gebracht. Besonders zu erwähnen ist die erfolgreiche Zusammenarbeit mit dem Komponisten Rudolf Jungwirth.
Birch Komponiert hauptsächlich Solo- und Kammermusikwerke – vor allem im Bereich graphischer Notation. Er machte die Dirigentenausbildung beim GMD Janos Fürst und war sein Assistent bei 'Aalborg Symfoniorkester' (DK). Birch leitet unzählige Konzerte und Projekte und ist Dirigent und künstlerischer Leiter vom Kammerorchester 'Danube 2135'.
Eine starke Affinität zum Orchester zeigt sich auch in vielen Aufgaben als Instrumentator. Bearbeitungen von Werken von Debussy sind beim Verlag Peters herausgegeben worden. Eine Bearbeitung von der Oper “Pussycat” von Peter Androsch wurde beim Brucknerfest 2007 vom Brucknerorchester Linz uraufgeführt. Ein großes Projekt mit Instrumentationen von Choralvorspielen und Kantaten von J.S. Bach fand 2009 statt.